# Алкейдан
Алкейдан (порт. Alqueidão) — район (фрегезия) в Португалии, входит в округ Коимбра. Является составной частью муниципалитета Фигейра-да-Фош. Находится в составе крупной городской агломерации Большая Коимбра. По старому административному делению входил в провинцию Бейра-Литорал. Входит в экономико-статистический субрегион Байшу-Мондегу, который входит в Центральный регион. Население составляет 3000 человек на 2004 год. Занимает площадь 13,74 км².
Покровителем района считается Дева Мария (порт. Nossa Senhora da Saúde).

## Спорт
Этот район имеет футбольную команду под названием INATEL.Она уже несколько раз становилась чемпионом своего региона в 2006 и 2007 годах.